# Одинокая велосипедистка
«Одино́кая велосипеди́стка» (англ. The Adventure of the Solitary Cyclist) — один из рассказов английского писателя Артура Конан Дойля о знаменитом сыщике Шерлоке Холмсе. Входит в сборник рассказов «Возвращение Шерлока Холмса»,  опубликованный в 1905 году и состоящий из 13 рассказов, написанных в 1903—1904 годы.

## Сюжет
В апреле 1895 года к Шерлоку Холмсу за помощью обращается некая Вайолет Смит. Оставшись после смерти отца в тяжелом финансовом положении, Вайолет Смит внезапно узнает, что её разыскивают некие мистер Каррутерс и мистер Вудли. Дядя Вайолет Ральф, живший в Иоганнесбурге, перед смертью якобы попросил этих людей позаботиться о его племяннице. Мистер Каррутерс, приятный пожилой мужчина, предложил мисс Смит обучать его дочь музыке за очень щедрую плату — 100 гиней в год. Спустя некоторое время в дом Каррутерса приехал Вудли, который стал грязно домогаться Вайолет Смит, но после вмешательства Каррутерса исчез. Еще через некоторое время мисс Смит обратила внимание, что всякий раз, когда она возвращалась от мистера Каррутерса на станцию, за ней всегда ехал велосипедист, который, однако, избегал приближаться к ней.
Холмс предлагает Ватсону съездить на место, где происходят эти таинственные события, и все разузнать. Ватсон понаблюдал, что мисс Смит действительно сопровождает загадочный велосипедист, но большего, по неопытности, так и не узнал, за что получил от Холмса суровый выговор. На следующий день Холмс сам отправляется на разведку, но поздним вечером возвращается с разбитым лицом. В местном кабачке Холмс столкнулся с Вудли, который, взбешенный вопросами Холмса, накинулся на него с кулаками. И снова узнать что-либо не удалось.
Внезапно Холмс и Ватсон получают телеграмму от Вайолет Смит, в которой она извещает, что собирается покинуть дом Каррутерса, поскольку он предложил ей выйти за него замуж, а она категорически против этого, тем более, что она уже обручена с Сирилом Мортоном. Выехав на встречу с мисс Смит, Холмс и Ватсон обнаруживают, что коляска, в которой она ехала на станцию, пуста, а сама мисс Смит похищена. В это же время Холмс и Ватсон сталкиваются с загадочным велосипедистом, который оказался загримированным Каррутерсом — сопровождая мисс Смит, он носил накладную бороду, чтобы она не узнала его. Бросившись на поиски мисс Смит по окрестным лесам, Холмс, Ватсон и Каррутерс вначале обнаруживают раненого конюха, который вез мисс Смит, а потом и её саму, в обществе мистера Вудли и его сообщника, некоего Уильямсона, одетого как священник. Вудли заявляет, что только что произошел обряд венчания, и что мисс Смит теперь его жена. В ответ на это Каррутерс стреляет в Вудли, серьезно ранив его. После этого Каррутерс во всем признается.
Оказывается, умерший в Иоганнесбурге Ральф Смит завещал своей племяннице Вайолет Смит большое состояние, но не успел сообщить ей об этом, а также не оставил письменного завещания, поскольку был неграмотным. Три афериста – Каррутерс, Вудли и Уильямсон — решили обмануть мисс Смит, выдав её замуж за одного из них. Каррутерс должен был пригласить мисс Смит работать гувернанткой и познакомить её с Вудли, а Уильямсон, бывший священник, должен был обвенчать их. Но близко познакомившись с мисс Смит, Каррутерс влюбился в неё и решил отказаться от гнусного замысла. Поэтому он всегда и сопровождал мисс Смит по дороге к вокзалу, с которого она уезжала домой, оберегая её от своих сообщников. Взбешенные этим Вудли и Уильямсон похитили Вайолет Смит и насильно провели обряд венчания.
Суд приговорил Уильямсона к семи годам лишения свободы, Вудли — к десяти; Каррутерс вышел на свободу через несколько месяцев. Вайолет Смит вышла замуж за Сирила Мортона.

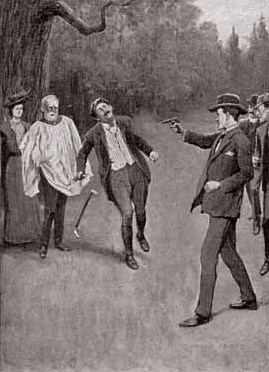

## Интересные факты
Цитата из рассказа: «Вот записная книжка 1895 года. Да, впервые мы  увидели мисс Вайолет Смит в субботу 23 апреля». Автор ошибся — 23 апреля 1895 года был вторник.